# Zdeněk Vávra
Zdeněk Vávra (ur. 25 września 1891, zm. 18 września 1947 w Pradze) – szermierz reprezentujący Czechy oraz Czechosłowację, uczestnik igrzysk w Sztokholmie w 1912 roku oraz igrzysk w Antwerpii w 1920 roku.

## Występy na igrzyskach

### Turnieje indywidualne
| Igrzyska | Konkurencja | Runda I         | Ćwierćfinał     | Półfinał        | Finał           | Finał           |
| Igrzyska | Konkurencja | Walki przegrane | Walki przegrane | Walki przegrane | Walki przegrane | Miejsce         |
| -------- | ----------- | --------------- | --------------- | --------------- | --------------- | --------------- |
| LIO 1912 | Floret      | 5               | → Nie awansował | → Nie awansował | → Nie awansował | → Nie awansował |
| LIO 1912 | Szpada      | 1 Q             | 1 Q             | 4               | → Nie awansował | → Nie awansował |
| LIO 1920 | Szabla      | 3               | → Nie awansował | → Nie awansował | → Nie awansował | → Nie awansował |

### Turnieje drużynowe
| Igrzyska | Konkurencja | Pozostali członkowie drużyny                                | Ćwierćfinał | Ćwierćfinał | Półfinał                                                                   | Półfinał | Finał            | Finał            |
| Igrzyska | Konkurencja | Pozostali członkowie drużyny                                | Przeciwnik  | Miejsce     | Przeciwnik                                                                 | Miejsce  | Przeciwnik       | Miejsce          |
| -------- | ----------- | ----------------------------------------------------------- | ----------- | ----------- | -------------------------------------------------------------------------- | -------- | ---------------- | ---------------- |
| LIO 1920 | Szpada      | Otakar Švorčík Jan Černohorský Josef Jungmann Josef Javůrek |             |             | Wielka Brytania 0:1 · Francja 0:1 · Szwajcaria 0:1 · Stany Zjednoczone 0:1 | 5        | → Nie awansowali | → Nie awansowali |